# Uroš Kalčič
Uroš Kalčič, slovenski pisatelj in prevajalec, * 16. februar 1951, Ljubljana, † 8. oktober 2020.
V Ljubljani je doštudiral primerjalno književnost in angleščino. S pisanjem se je ukvarjal od gimnazijskih let (objave v Mladih potih, Tribuni, Sodobnosti, Problemih idr.). Med študijem si je začel pomagati tudi s prevajanjem, s katerim se je ukvarjal tudi kasneje, skupno je prevedel več kot 300 knjižnih naslovov. Od lega 1980 je imel status samostojnega kulturnega delavca kot pisatelj in prevajalec.
Leta 1979 je izdal svojo prvo knjigo, zbirko proznih besedil z naslovom Mehika (MK), leta 1987 obsežnejšo prozno zbirko Dokumenti o čričkih (CZ) in leta 1996 roman Numeri (Nova revija), za katerega je dobil nagrado Prešernovega sklada (1998), 1997 pa je bil nominiran tudi za nagrado Kresnik. 
Poleg tega je napisal dvoje radijskih iger (Ko bom velik, bom žaba, 1979, in Kositrni vojak iz plute, 1987); obe sta bili nagrajeni, prva kot najboljša jugoslovanska radijska igra na festivalu v Ohridu, prevedena in predvajana tudi v več tujih jezikih. Odlomki nedokončanega romana Namen jutra so bili objavljeni v Novi reviji. 
Kot prevajalec je leta 2018 prejel Sovretovo nagrado. 